# Nederlandse Volksbeweging

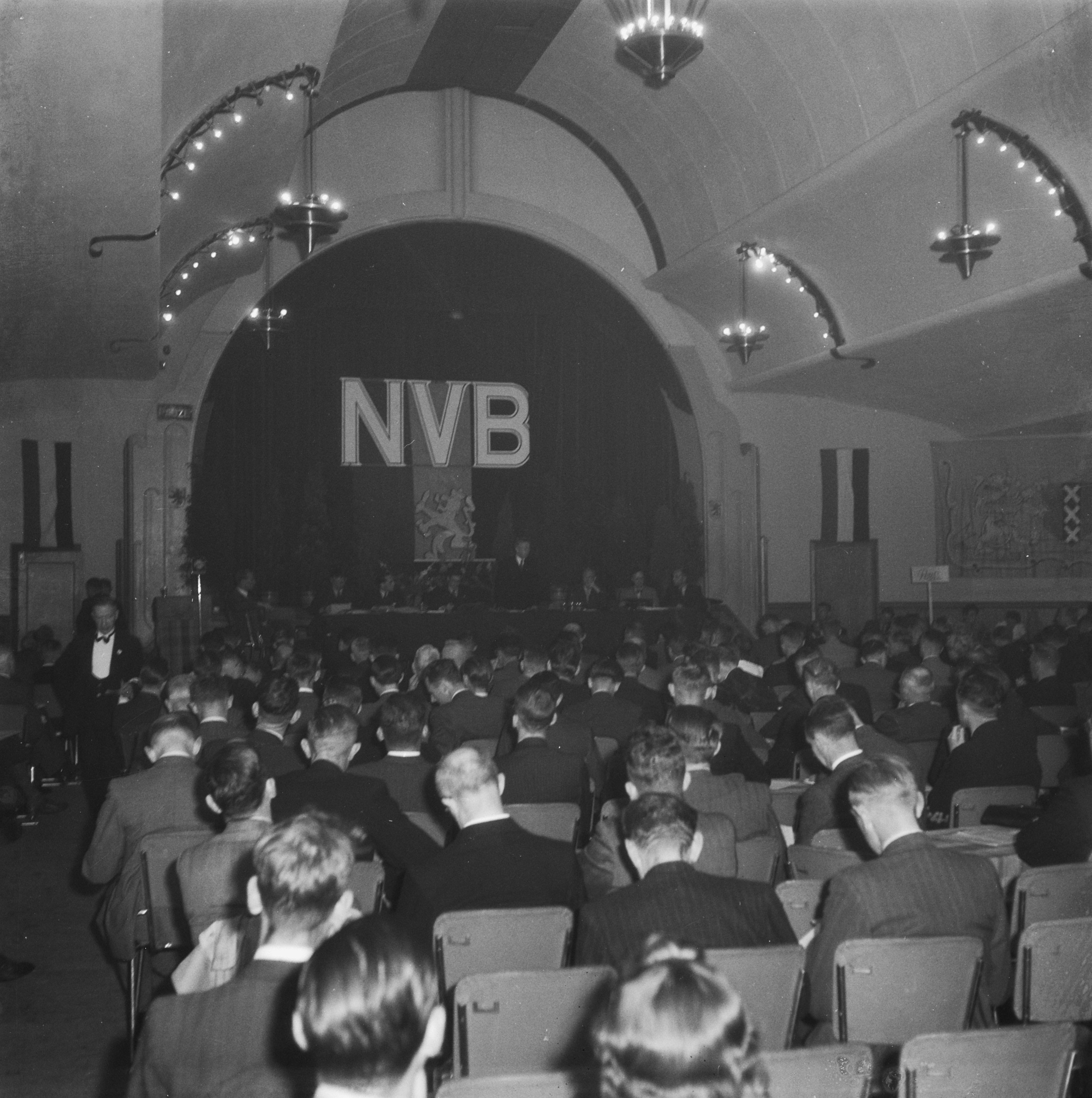
Vergadering van de Nederlandse Volksbeweging in 1945

De Nederlandse Volksbeweging (NVB) was een politieke vernieuwingsbeweging die in 1945, direct na de Tweede Wereldoorlog, in Nederland werd opgericht. De NVB werd in 1951 ontbonden.

## Achtergrond
In mei 1942 werd een grote groep vooraanstaande Nederlanders door de Duitsers gevangengenomen en overgebracht naar het kamp Beekvliet in Sint-Michielsgestel. Zij werden daar samengebracht met een groep die al in 1940 gegijzeld was als vergelding voor de internering van Duitsers in Nederlands Oost-Indië.
In het kamp ontstond een discussiegroep onder leiding van Wim Schermerhorn bestaande uit vooraanstaande leden van diverse politieke partijen. Deze groep, bekend als de Heeren Zeventien, overlegde in het diepste geheim over partijpolitieke vernieuwing na het einde van de oorlog. Veel aanwezigen in het kamp hadden het gevoel met een historische taak te zijn belast: de toekomst van Nederland vormgeven. Het was bijzonder dat kopstukken uit verschillende zuilen zo nauw overlegden.

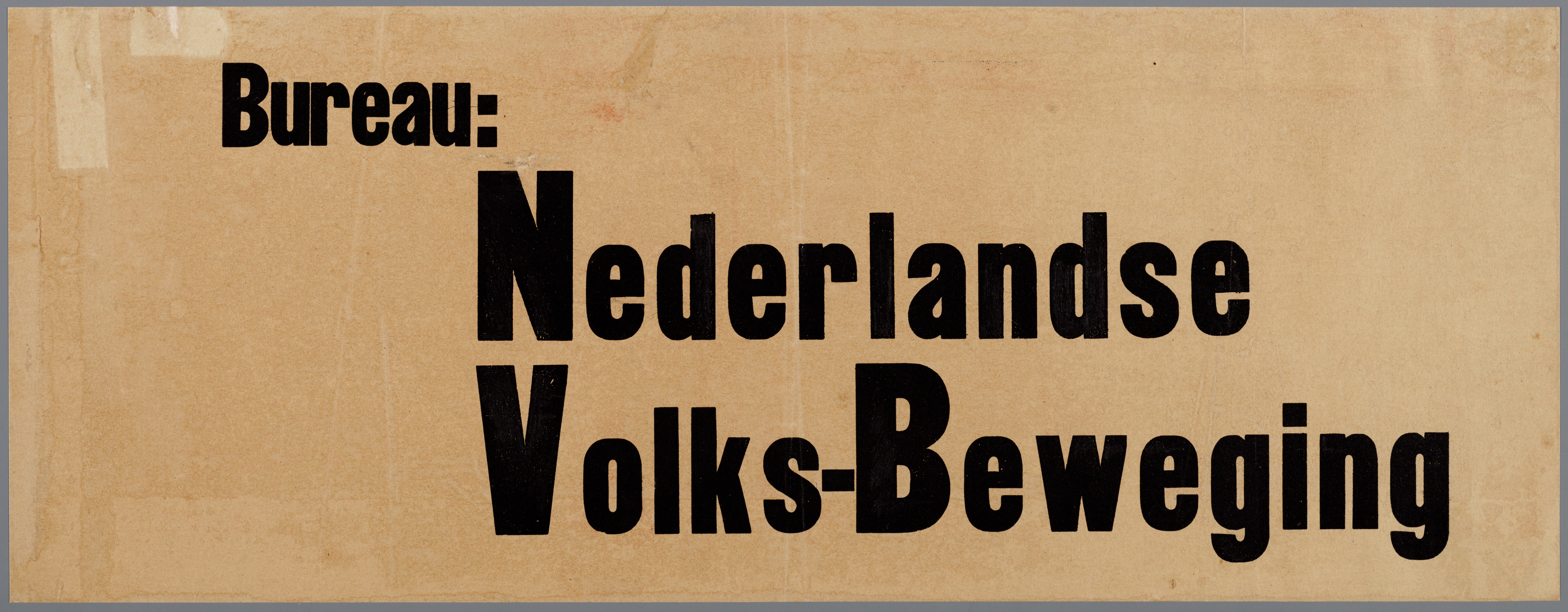
Affiche uit 1945

## Na de bevrijding
Na de bevrijding probeerde de NVB zich te ontwikkelen als massabeweging. Hierbij maakte zij gebruik van de regioverdeling van de Nederlandsche Unie en het blad Je Maintiendrai. Door de verwoestingen van de oorlog was de NVB gedwongen gedecentraliseerd te werken. Dit bemoeilijkte het innen van contributie voor de Volksbeweging en abonneegelden voor Je Maintiendrai. De Nederlandse Volksbeweging werd nooit een succesvolle massabeweging. Het was eerder een platform waar de intellectuele vertegenwoordigers van de verschillende zuilen elkaar troffen.
De NVB'ers brachten een aanzienlijke hoeveelheid publicaties uit, waarin zij schetsten hoe de samenleving diende te worden ingericht. Zij waren geïnspireerd door het personalisme van Denis de Rougemont. De publicaties waren pogingen tot het vormgeving van de ideologie van de NVB, het 'personalistisch socialisme'. Omdat denkers van verschillende levensbeschouwingen hieraan meewerkten, en wegens de verschillende opvattingen die ze hadden over de doelstelling van de NVB, is het personalistisch socialisme nooit uitgegroeid tot een afgebakende ideologie. Het personalistisch socialisme was eerder een intentie dan een coherente leer. Schrijvers die in verschillende publicaties bijdroegen aan het personalistisch socialisme waren onder andere Hendrik Brugmans, Willem Banning, Philip Kohnstamm, Willem Pompe en H.R. Hoetink.
In het algemeen had het personalistisch socialisme twee doelstellingen: het bestendigen van de democratie en het vestigen van een moraal die op het christendom en humanisme is gebaseerd.
Om ideologieën zoals het fascisme en het communisme voorgoed uit te sluiten had de NVB het doel het politieke landschap in Nederland te vernieuwen. In het verzuilde politieke landschap moest een doorbraak plaatsvinden: de politiek moest niet meer beheerst worden door de tegenstelling tussen christelijke en seculiere partijen (de zogenaamde Antithese) en kiezers moesten niet meer slechts langs scheidslijnen van hun eigen zuil stemmen.

## Rol in partijvorming
Om dit te bereiken moest er een brede progressieve partij worden opgericht. Hiervoor had men de tijd tot aan de Tweede-Kamerverkiezingen van mei 1946. Een heet hangijzer in de discussies binnen de NVB was of de beweging zelf een partij moest oprichten of als 'bovenpartijdige' kracht de bestaande partijen op één lijn moest brengen.
Partijen die in aanmerking kwamen voor de nieuwe progressieve partij waren SDAP (socialisten), RKSP (katholieken), VDB (vrijzinnigen), CHU (hervormden) en CDU (christelijk-pacifisten).
De Liberale Staatspartij en de Anti-Revolutionaire Partij kwamen niet in aanmerking, omdat zij verantwoordelijk waren voor de kabinetten-Colijn, die zich tijdens de crisistijd te zeer afzijdig hadden gehouden. Zij zouden een brede conservatieve partij kunnen starten, maar met de vorming hiervan hield de NVB zich niet bezig. De CPN kwam ook niet in aanmerking, omdat het een communistische partij was. Dit terwijl de CPN interesse toonde in een samenwerking met de SDAP, om een breed socialistisch front te vormen.
Actief binnen de Volksbeweging waren mensen van alle hierboven genoemde partijen die in aanmerking kwamen voor de vorming van een progressieve partij, met name van SDAP en RKSP. Gesprekken over het samengaan van beide partijen stuitten vooral op bezwaren van symbolische aard: SDAP'ers Drees en Banning wilden dat de partij de rode vlag zou hanteren en dat de nieuwe partij viel onder de Socialistische Internationale.
Dit ging de RKSP te ver: zij vond het woord 'socialisme' in 'personalistisch socialisme' al bezwaarlijk. De katholieke bisschoppen verboden hun achterban het lidmaatschap van een socialistische partij. Zij spoorden de katholieken al gauw aan terug te gaan naar de RKSP. Dit had een enorme invloed op het katholieke volksdeel.
Eind 1945 werd de RKSP omgedoopt in KVP. Begin 1946 ging de SDAP met de veel kleinere Vrijzinnig-Democratische Bond en Christelijk-Democratische Unie samen in de Partij van de Arbeid. Deze nieuwe partij was veel minder breed dan veel NVB'ers gehoopt hadden.
De Tweede Kamerverkiezingen van 10 mei 1946 verliepen voor de nieuwe PvdA teleurstellend: de partij kreeg minder zetels (29) dan de drie fusiepartners SDAP, VDB en CDU tezamen behaald hadden bij de laatste verkiezingen, die van 1937 (31). In grote lijnen was het Nederlandse electoraat teruggekeerd naar zijn oude partijen. Hiermee was de doorbraak van het partijenstelsel voorlopig mislukt.

## Na de verkiezingen van 1946
In 1946 liep het ledenaantal van de Nederlandse Volksbeweging dramatisch terug. De NVB had enorme financiële tekorten, die na het overlijden van een geldschieter niet meer werden gedekt.
Na de teleurstellende verkiezingen probeerde de Nederlandse Volksbeweging nog een intellectuele rol van betekenis te spelen op politiek en moreel gebied. Hiertoe werd het nieuwe blad De Personalist opgericht. In het nieuwe overlegorgaan braintrust moest men nadenken over het personalistisch gedachtegoed in Nederland. In 1951 gingen De Personalist en de Nederlandse Volksbeweging ter ziele.